# Campodorus semipunctus
Campodorus semipunctus is een insect dat behoort tot de orde vliesvleugeligen (Hymenoptera) en de familie van de gewone sluipwespen (Ichneumonidae). De soort werd voor het eerst geldig wetenschappelijk beschreven door Herman Teunissen in 1945 als Mesoleius semipunctus. Het holotype werd in 1899 door Smits van Burgst gevangen in Breda.